# 曲げ弾性係数
曲げ弾性係数（まげだんせいけいすう）は簡易試験法から求めた弾性係数である。角柱（板）の両端を支え、中央に荷重を加える試験は、同じ荷重に対して得られる変位が、引張り試験より大きいことなどから、簡便な試験法である。はり部材の変形の解析からヤング率と変形量の関係は求まっているので、逆にヤング率を推定できる。厳密には、角柱の厚さなどで値が異なってくるが、合成樹脂などでは、引張り試験から求めるヤング率も、試験条件・定義を明確にするのが難しいところがあり、合成樹脂の性能表には、曲げ弾性係数が使われることが多い。